# چاه زردان
چاه زردان، روستایی در دهستان چاه دادخدا بخش چاه دادخدا شهرستان قلعه‌گنج در استان کرمان ایران است.
این روستا در ۷۵ کیلومتری شهر قلعه‌گنج قرار دارد،ساکنان این روستا از اقوام بلوچ هستند. 

## جمعیت
بر پایه سرشماری عمومی نفوس و مسکن در سال ۱۳۹۵، جمعیت این روستا برابر با ۲۷۳ نفر (۶۲ خانوار) بوده‌است.